# Helig kungsfiskare
Helig kungsfiskare (Todiramphus sanctus) är en fågel i familjen kungsfiskare inom ordningen praktfåglar.

## Utseende
Helig kungsfiskare känns igen på en beigefärgad fläck framför ögat som hos bissa bestånd kan sträcka sig över ögat som ett tunt ögonbrynsstreck. Undertill varierar färgen från beigeorange till vitt, medan ovansidan av vingarna är helt blå. Liknande skogskungsfiskaren har vita vingpaneler. Lätet är ett genomträngande "kek-kek-kek-kek".

## Utbredning och systematik
Helig kungsfiskare delas in i sju underarter fördelade på sex grupper, med följande utbredning:
- T. s. sanctus – häckar från Australien till Salomonöarna. Övervintrar norrut till Nya Guinea.
- T. s. vagans – förekommer i Nya Zeeland och på öarna Norfolk, Lord Howe och Kermadec
- T. s. canacorum – förekommer på Nya Kaledonien och Île des Pins
- T. s. macmillani – förekommer i Loyautéöarna
- vitiensis-gruppen
  - T. s. vitiensis – förekommer på Fiji (på öarna Ngau, Ovalau, Koro, Viti Levu, Vanua Levu och Taveuni)
  - T. s. eximius – förekommer på Fiji (på öarna Kadavu, Ono och Vanua Kula)
  - T. s. regina – förekommer på ön Futuna i Wallis- och Futunaöarna.

Gruppen vitiensis har tidigare av vissa förts som underarter till halsbandskungsfiskare (Todiramphus chloris). Andra behandlar även samoakungsfiskare (Todiramphus recurvirostris) som tillhörande helig kungsfiskare.

## Levnadssätt
Helig kungsfiskare är en vanlig och vida spridd fågel. Den påträffas i mangroveskogar och lerslätter utmed kusten, men kan också ses i skogar, parker och trädgårdar, ofta sittande på ledningar.

## Status och hot
Arten har ett stort utbredningsområde och tros öka i antal. Internationella naturvårdsunionen IUCN listar den därför som livskraftig (LC).

## Bildgalleri

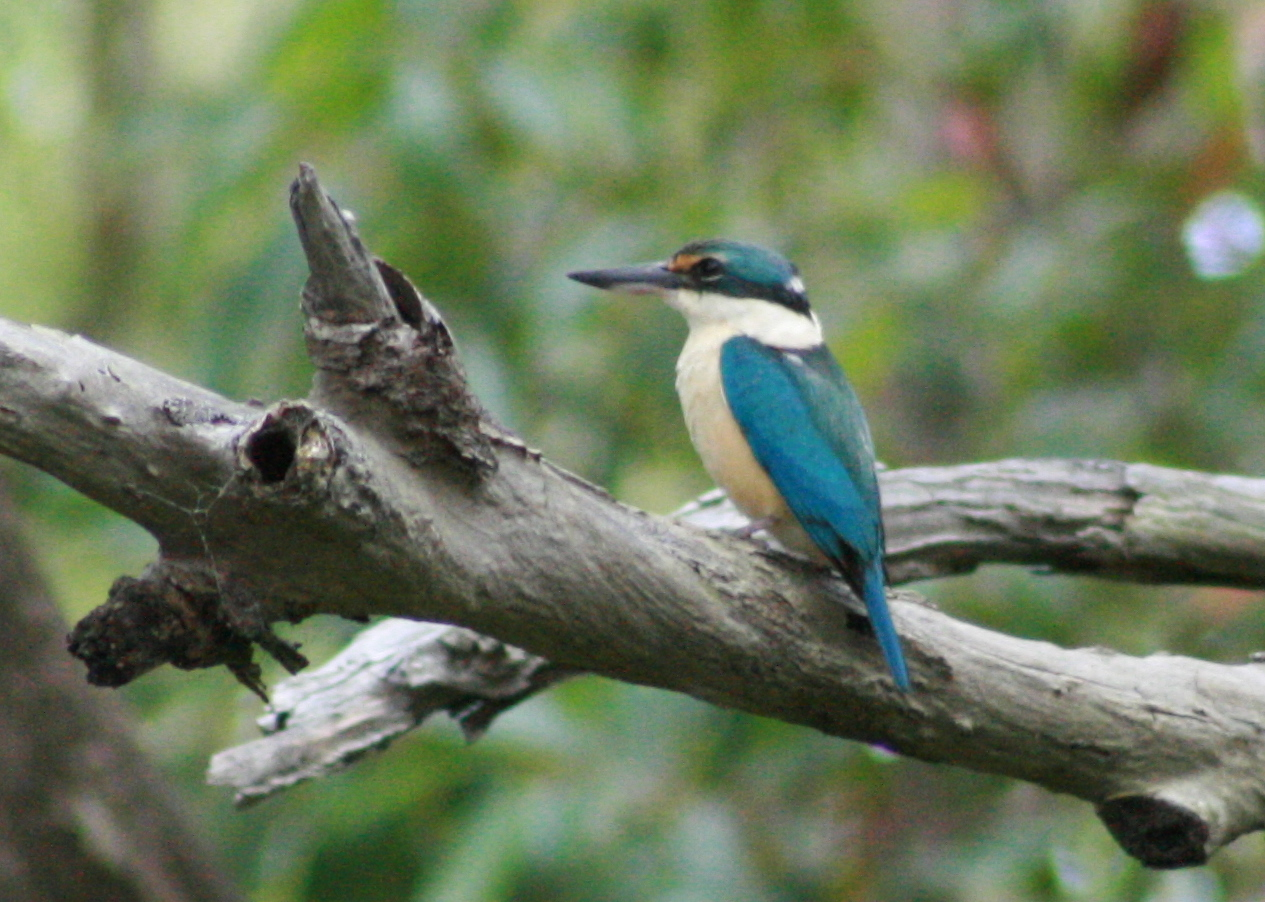
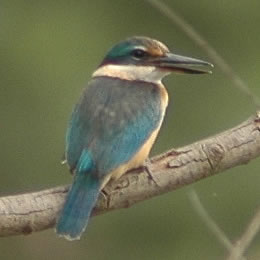
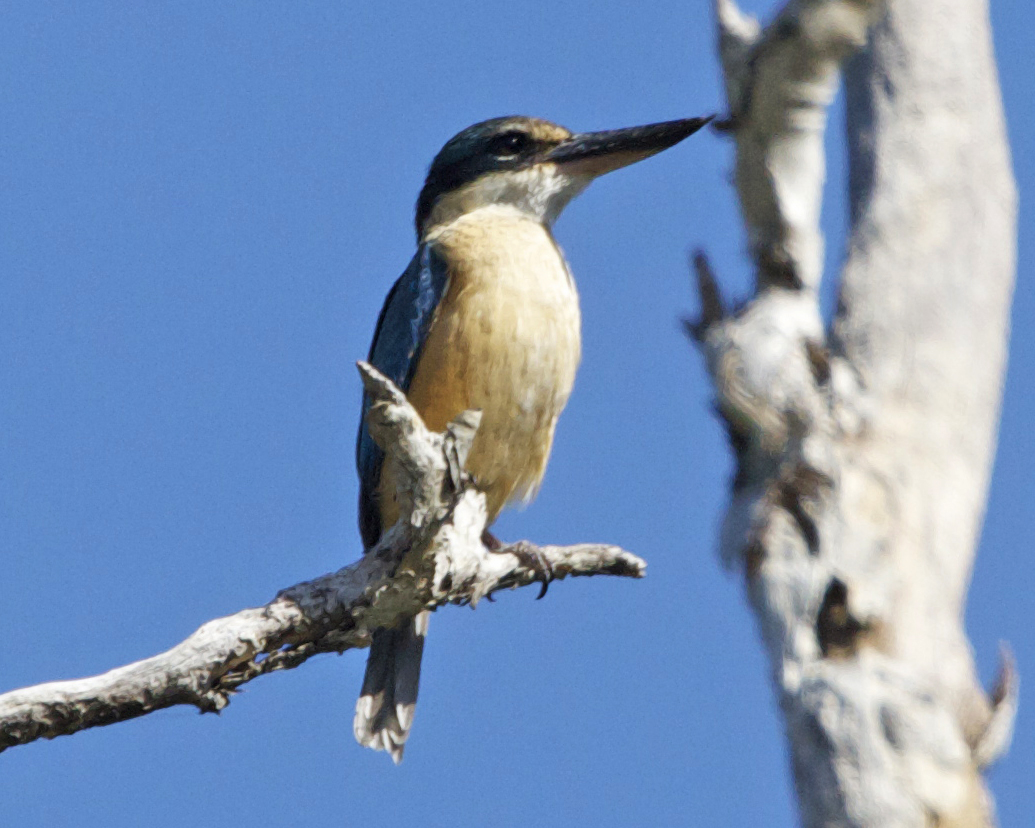
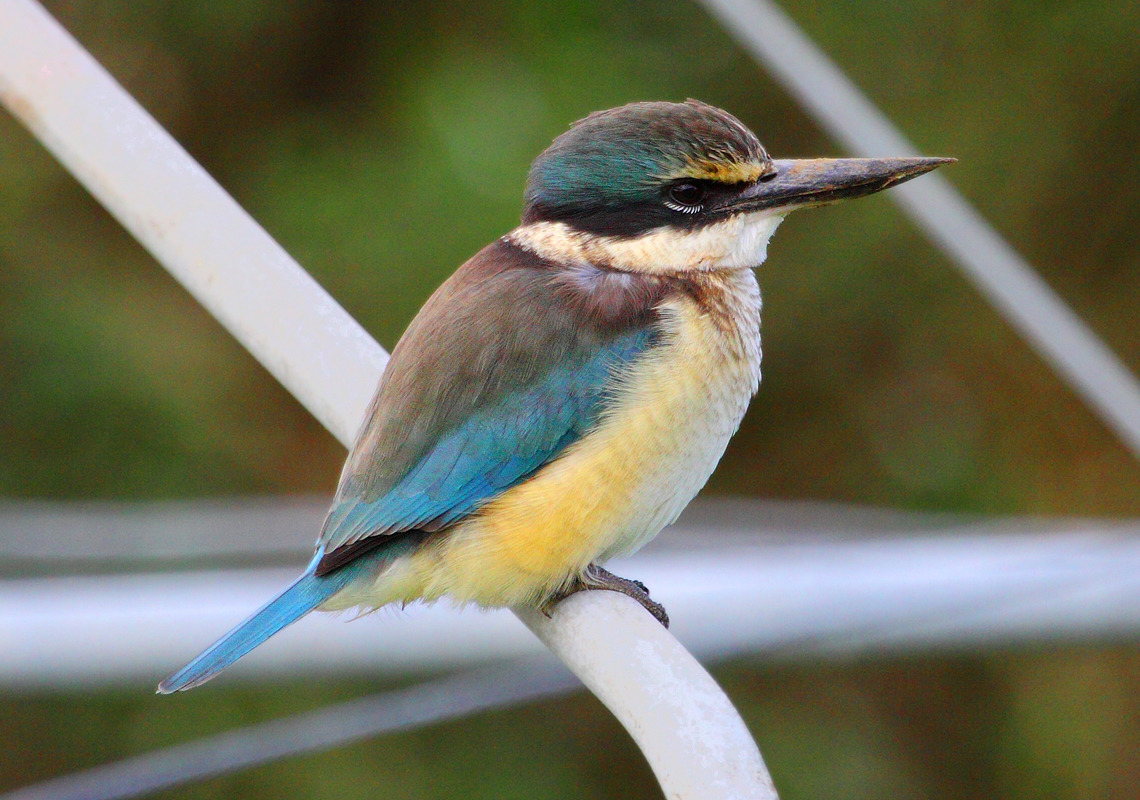